# Травнева юність
Травнева юність (кор. 오월의 청춘) — південнокорейський історичний мелодраматичний телесеріал що транслювався щопонеділка та щовівторка з 3 травня по 8 червня 2021 року на телеканалі KBS2. Події серіалу розгортаються у 1980 році напередодні сумно відомих травневих подій у Кванджу.

## Сюжет
Весна 2021 року. На одному з будівельних майданчиків Кванджу знаходять скелет невідомої людини. Поліція підозрює що він належить одній з жертв студентського повстання яке відбулося понад 40 років тому.
Травень 1980 року. Хван Хї Тхе один з найкращіх студентів-медиків Сеульського університету. В його рідному місті Кванджу його навіть ставлять в приклад юнакам як людину на яку варто рівнятися. Однієї ночі до дому Хі Тхе постукав його друг Кім Кьон Су на спині якого лежала його непритомна дівчина яка сильно постраждала під час студентських протестів що охопили країну. Взявшись рятувати поранену, Хї Тхе відправив друга по допомогу до найближчьої лікарні, але останнього перехопив військовий патруль звинувативши в порушенні комендантської години. Хї Тхе вдалося врятувати поранену але вона так і не прийшла до тями. Оскільки тривале лікування в Сеулі надто дорого коштувало і сподіваючись що перебування в рідному місті для хворої піде на краще, Хї Тхе вирішує поїхати до Кванджу щоб роздобути коштів на перевезення недужої. Згодом він просить у батька грошей, натомість обіцяє виконати будь-яке бажання батька. Батько Хї Тхе Хван Гі Нам погоджується дати грошей але при умові що той піде на побачення наосліп з донькою відомого в Кванджу підприємця. Розуміючи що іншим шляхом грошей не отримати Хї Тхе погоджується.
Молодша донька впливого бізнесмена Лі Чхан Гина Су Рьон навчається на юридичному факультеті, але її більше цікавить боротьба за демократизацію суспільства яку провадять студенти. Одного рязу потрапив в халепу їй вдається уникнути в'язниці тільки завдяки втручанню батька, який дуже переймається майбутнім норовливої доньки. Щоб задобрити батька вона погоджується підти на побачення наосліп з сином впливого чиновника, натомість Су Рьон пропонує своїй давній подрузі Кім Мьон Хї сходити на побачення замість неї пообіцяв дати грошей. Її подруга Мьон Хї давно мріє поїхати на навчання до Німеччини, але їй не вистачає коштів на літак тож вона погоджується на як їм здавалося невинну витівку. За декілька днів Мьон Хї, яка вдавала з себе Су Рьон, зустрілася з Хї Тхе. Незважаючи на всі її старання виставити себе з гіршого боку, Мьон Хї / Су Рьон сподобалася Хї Тхе і він наполіг на наступній зустрічі. Після декількох зустрічей Мьон Хї почала розуміти що все заходить надто далеко, але як розрулити ситуацію без втрат не розуміла. Одного разу Хї Тхе прийшов з подарунками від батька до будинку Чхан Гина, де побачив справжню Су Рьон разом з Мьон Хї але вирішив підіграти дівчатам та не розповідати правди Чхан Гину. Згодом з'ясувавши що Су Рьон також не зацікавлена в стосунках з ним, Хї Тхе вирішив відкрито зустрічатися з Мьон Хї. Але амбітний та жорстокий батько Хї Тхе що працює в антикомуністичній спецслужбі дуже зацікавлений в шлюбі сина з донькою бізнесмена, тож дізнавшись про те що син зустрічається з іншою, він вирішує припинити їх стосунки. Користуючись своїм положенням, він доручає своїм людям викрасти Мьон Хї та привести її до підвалу де вони зазвичай допитують підозрюваних у зв'язках з комуністами. Залякавши дівчину до нестями, йому на якийсь час вдається припинити їх стосунки, та змусити сина готуватися до весілля з Су Рьон. Але невдовзі молоді люди поновлюють стосунки незважаючи на всю небезпеку що йде від Гі Нама.
В той же самий час ситуація в місті все більш накаляється. На тлі студентських протестів повноваження Гі Нама все більш розширюються, і бажаючи вислужитись перед керівництвом він діє все жорстокіше. Невдовзі на розгони протестів відряджають армійські підрозділи які майже одразу починають жорстоко гамселити всіх підряд, бо солдатам розповіли що за цим всим стоять комуністичні диверсанти що планують дестабілізувати ситуацію в країні. Реагуючи на жорстокість з боку влади, студенти також стали чинити більш запеклий опір захопивши зброю зі складів резерву. На ці дії військові відповіли облогою міста та почали стріляти на враження по будь-кому хто здавався їм підозрілим. Одним з солдат яких відправили до Кванджу був університетський друг Хї Тхе Кім Кьон Су, дівчину якого врятував в Сеулі Хї Тхе. Невдовзі доля поставить всіх перед нелегким вибором: переступати через інших рятуючи своє життя чи намагатись зостатись людиною ризикуючи власним життям…

## Акторський склад

### Головні ролі
- Лі До Хьон — у ролі Хван Хї Тхе[2]. Студент-медик сеульського університету. З примусу впливого та жорстокого батька змушений заручитись з Лі Су Рьон.
- Ко Мін Сі[en] — у ролі Кім Мьон Хї[3]. Подруга Лі Су Рьон. Медична сестра в одній з лікарень Кванджу. Не маючі змоги реалізувати свої мрії на батьківщині, збирає папери щоб емігрувати до Німеччини.
- Лі Сан Ї[ko] — у ролі Лі Су Чхана. Старший син великого підприємця. Після закінчення навчання починає будувати власний бізнес. Таємно закоханий в Мьон Хї.
- Гим Се Рок[en] — у ролі Лі Су Рьон[4]. Молодша сестра Су Чхана. Студентка юридичного університету. Захопившись боротьбою за права людини, бере постійну участь в студентських мітінгах за демократизацію суспільства. Приховує від інших що походить з багатої родини.

### Другорядні ролі

#### Родина Хї Тхе
- О Ман Сок[en] — у ролі Хван Гі Нама[5]. Батько Хї Тхе та Чон Тхе. Голова відділення спецслужби що займається виявленням комуністів. Владна та жорстока людина яка звикла будь-якими методами досягати своєї цілі.
- Сім Ї Йон[en] — у ролі Сон Хе Рьон[5]. Дружина Гі Нама, мати Чон Тхе та мачуха Хї Тхе.
- Чхве Син Хун[en] — у ролі Хван Чон Тхе. Єдинокровний молодший брат Хї Тхе. Тренується разом з братом Мьон Хї.

#### Люди пов'язані з Мьон Хї
- Кім Вон Хе[en] — у ролі Кім Хьон Чхоля[5]. Батько Мьон Хї та Мьон Су. Інвалід що шкутильгає на одну ногу. Заробляє на життя ремонтом годинників. Після прикрого випадку не ладнає з донькою.
- Хван Йон Хї[en] — у ролі Чхве Сун Ньо[5]. Дружина Хьон Чхоля та мати його дітей.
- Чо Ї Хьон — у ролі Кім Мьон Су. Молодший брат Мьон Хї який намагається примирити сестру з батьком. Старанно тренується що б стати професійним бігуном.
- Пак Хе Чжін — у ролі слабоумної матері Хьон Чхоля.
- Хо Чон До — у ролі Лі Кьон Пхіля. Вдівець, що виховує самотужки доньку. Власник будинку в Кванджу кімнату в якому орендує Мьон Хї.
- Пак Сє Хьон — у ролі Лі Чі А. Донька Кьон Пхіля. Школярка які дуже складно дається навчання в старшій школі.

#### Родина Лі
- Ом Хьо Соп[en] — у ролі Лі Чхан Гина[5]. Вдівець, батько Су Чхана та Су Рьон. Великий підприємець в Кванджу. Чесна та порядна людина, яка під тиском Гі Нама змушений погодитись на заручини улюбленої доньки з Хї Тхе.
- Хон Бу Хян — у ролі тітки Су Чхана та Су Рьон. Домогосподарка що допомагала Чхан Гину виховувати дітей.

#### Студенти що виступають за демократизацію
- Лі Гю Сон — у ролі Чон Хе Гона. Студент, друг Су Рьон.
- Чо Бо Йон — у ролі Пак Сон Мін. Подруга Мьон Хї що вивчає корейську літературу та цікавиться фотографією.

#### Військові
- Квон Йон Чхан — у ролі Кім Кьон Су. Університетський друг Хї Тхе, якого за участь в протестах примусово відправили служити в армії. У війську його вважають ненадійним та мало не зрадником.
- Кім Ин Су — у ролі Лі Кван Гу. Капрал який єдиний з військових по дружньому ставиться до Кьон Су.
- Но Сан Бо — у ролі Хон Сан Пхьо. Сержант який найбільше дошкуляє Кьон Су.

#### Інші
- Пак Чхуль Мін[en] — у ролі Чхве Бьон Голя. Директор лікарні де працює Мьон Хї.
- Чон Ук Чжін — у ролі Чхве Чон Хина. Молодий поліцейський з Кванджу.
- Кім Ін Сон — у ролі Чон Сок Чхоль. Подруга Кьон Су яка серьозно постраждала під час протестів в Сеулі.
- Кім Тхе Бом — у ролі Пак Дон Ука. Тренер з бігу що опікується Мьон Су та іншими підлітками.
- Кім Бо Чон — у ролі Кім Мін Джу. Медсестра, старша колега Мьон Хї.
- Кім Ї Кьон[en] — у ролі О Ін Йон[6]. Молодша колега Мьон Хї.
- Чан Вон Хьок — у ролі Ю Бьон Чхоля. Молодий лікар невідкладної допомоги.
- Чхве Вон Йон — у ролі Хван Хї Тхе у зрілому віці (12 серія)[7].

## Рейтинги
- Найнижчі рейтинги позначені синім кольором, а найвищі — червоним кольором.

| Серія            | Прем'єра         | Назва серії                               | Частина          | Рейтинг        | Рейтинг        |
| Серія            | Прем'єра         | Назва серії                               | Частина          | AGB Nielsen    | TNmS Ratings   |
| Серія            | Прем'єра         | Назва серії                               | Частина          | По всій країні | По всій країні |
| ---------------- | ---------------- | ----------------------------------------- | ---------------- | -------------- | -------------- |
| 1                | 3 травня 2021    | У кожного своя гонка                      | 1                | 4,4 %          | 4,8 %          |
| 1                | 3 травня 2021    | У кожного своя гонка                      | 2                | 4,9 %          | 5,7 %          |
| 2                | 4 травня 2021    | Взуття, яке мені підходить                | 1                | 3,7 %          | Н/Д            |
| 2                | 4 травня 2021    | Взуття, яке мені підходить                | 2                | 4,7 %          | 5,5 %          |
| 3                | 10 травня 2021   | Твій один місяць                          | 1                | 4 %            | Н/Д            |
| 3                | 10 травня 2021   | Твій один місяць                          | 2                | 5,1 %          | 5,3 %          |
| 4                | 11 травня 2021   | Перетин межі                              | 1                | 3,2%           | Н/Д            |
| 4                | 11 травня 2021   | Перетин межі                              | 2                | 4,4 %          | 5,2 %          |
| 5                | 17 травня 2021   | Добра жінка                               | 1                | 3,8 %          | Н/Д            |
| 5                | 17 травня 2021   | Добра жінка                               | 2                | 4,6 %          | 5,4 %          |
| 6                | 18 травня 2021   | Кашель, кохання та…                       | 1                | 4 %            | Н/Д            |
| 6                | 18 травня 2021   | Кашель, кохання та…                       | 2                | 5,2 %          | 4,8 %          |
| 7                | 24 травня 2021   | Непорушний зв'язок                        | 1                | 4,2 %          | Н/Д            |
| 7                | 24 травня 2021   | Непорушний зв'язок                        | 2                | 5 %            | 5,2 %          |
| 8                | 25 травня 2021   | Після закриття дверей                     | 1                | 4,3 %          | Н/Д            |
| 8                | 25 травня 2021   | Після закриття дверей                     | 2                | 5,7%           | 5,6 %          |
| 9                | 31 травня 2021   | Попереджувальні ознаки катастрофи         | 1                | 4 %            | Н/Д            |
| 9                | 31 травня 2021   | Попереджувальні ознаки катастрофи         | 2                | 4,9 %          | 4,9 %          |
| 10               | 1 червня 2021    | Доброта, лицемірство, максимальні зусилля | 1                | 4,4 %          | Н/Д            |
| 10               | 1 червня 2021    | Доброта, лицемірство, максимальні зусилля | 2                | 5,6 %          | 5 %            |
| 11               | 7 червня 2021    | Стадіон Мудин                             | 1                | 4,5 %          | Н/Д            |
| 11               | 7 червня 2021    | Стадіон Мудин                             | 2                | 5,3 %          | 5 %            |
| 12               | 8 червня 2021    | Перше травня                              | 1                | 4,6 %          | Н/Д            |
| 12               | 8 червня 2021    | Перше травня                              | 2                | 5,6 %          | 6,1 %          |
| Середній рейтинг | Середній рейтинг | Середній рейтинг                          | Середній рейтинг | 4,3%           | 5,2%           |

## Нагороди
| Рік  | Нагорода               | Категорія                                      | Отримувач               | Результат | Прим. |
| ---- | ---------------------- | ---------------------------------------------- | ----------------------- | --------- | ----- |
| 2021 | 35-та Премія KBS драма | Нагорода за високу майстерність (актор)        | Лі До Хьон              | Перемога  | [ 9 ] |
| 2021 | 35-та Премія KBS драма | Нагорода за майстерність (акторка мінісеріалу) | Ко Мін Сі               | Перемога  | [ 9 ] |
| 2021 | 35-та Премія KBS драма | Краща акторка другого плану                    | Гим Се Рок              | Перемога  | [ 9 ] |
| 2021 | 35-та Премія KBS драма | Кращий юний актор                              | Чо Ї Хьон               | Перемога  | [ 9 ] |
| 2021 | 35-та Премія KBS драма | Краща пара                                     | Лі До Хьон та Ко Мін Сі | Перемога  | [ 9 ] |